# ケント・ニールセン
ケント・ニールセン（Kent Nielsen、1961年12月28日 - ）は、デンマーク・フレゼレクスベア出身の元同国代表サッカー選手、現サッカー指導者。現役時代のポジションはDF。

## 選手経歴
1980年にブレンスホイBKでキャリアをスタートさせ、6シーズン後にブレンビーIFへと移籍した。ブレンビーではデンマーク・ファーストディビジョンを2度、デンマーク・カップを1度制した。1989年、アストン・ヴィラFCがニールセンを80万ポンドで引き抜き、1989-90シーズンから2シーズンはレギュラーとしてフットボールリーグを戦った。1991-92シーズン途中に母国へ帰国し、オーフスGFで1994年に現役を引退した。
デンマーク代表としては、レギュラーとして優勝を経験したUEFA EURO '92を含めて2度のメジャー大会に出場し、フル代表通算54試合3得点という成績を残した。

## 指導者経歴
現役時代の古巣であるオーフスGFのアシスタントコーチとして指導者としてのキャリアをスタートさせ、2010年10月から2015年6月まで監督として指導にあたったオールボーBKでは2013-14シーズンにデンマーク・スーペルリーガとデンマーク・カップの国内2冠に導いた。

## 監督成績
2023年2月26日現在
| クラブ     | 就任日         | 退任日         | 成績 | 成績 | 成績 | 成績 | 成績   |
| クラブ     | 就任日         | 退任日         | 試   | 勝   | 分   | 負   | 勝率   |
| ---------- | -------------- | -------------- | ---- | ---- | ---- | ---- | ------ |
| ホーセンス | 2001年7月1日   | 2008年12月30日 | 261  | 104  | 67   | 90   | 039.85 |
| ブレンビー | 2009年1月1日   | 2010年3月25日  | 48   | 20   | 11   | 17   | 041.67 |
| オールボー | 2010年10月11日 | 2015年6月30日  | 184  | 77   | 46   | 61   | 041.85 |
| オーデンセ | 2015年7月1日   | 2018年5月21日  | 110  | 40   | 23   | 47   | 036.36 |
| シルケボー | 2019年7月1日   |                | 133  | 58   | 28   | 47   | 043.61 |
| 通算成績   | 通算成績       | 通算成績       | 736  | 299  | 175  | 262  | 040.63 |

## タイトル

### クラブ
ブレンビー
- デンマーク・ファーストディビジョン : 2回 (1987, 1988)
- デンマーク・カップ : 1回 (1989)

オーフスGF
- デンマーク・カップ : 1回 (1992)

### 代表
デンマーク代表
- UEFA欧州選手権 : 1回 (1992)

### 監督
オールボーBK
- デンマーク・スーペルリーガ : 1回 (2013-14)
- デンマーク・カップ : 1回 (2013-14)